# Henryk Jan Dominiak Miniatűr Professzionális Művészeti Múzeum Tychyben
A Henryk Jan Dominiak Miniatűr Professzionális Művészeti Múzeum Tychyben (lengyelül Muzeum Miniaturowej Sztuki Profesjonalnej Henryk Jan Dominiak w Tychach) – modern miniatűr múzeum Tychyben, amelyet 2013-ban alapított Henryk Jan Dominiak. A létesítmény a Żwakowska utca 8/66. szám alatt található. A múzeum a Kulturális és Nemzeti Örökségvédelmi Minisztérium alá tartozik és felügyeli. A 6,15 m²-es kiállítási alkóvnak köszönhetően a lengyel regionális kiadványok a világ legkisebb múzeumaként emlegetik.
A hasonló feladatokat ellátó művészekkel, intézményekkel és társadalmi szervezetekkel való együttműködés részeként a múzeum állandó kiállításokat szervez lengyel és külföldi művészek kulturális eredményeiből: Magyarországról, Ukrajnából, Svédországból és Brazíliából. Elsősorban miniatűr művészetet gyűjt a következő területeken: festészet, rajz, grafika, szobrászat és kerámia.

## Képgaléria

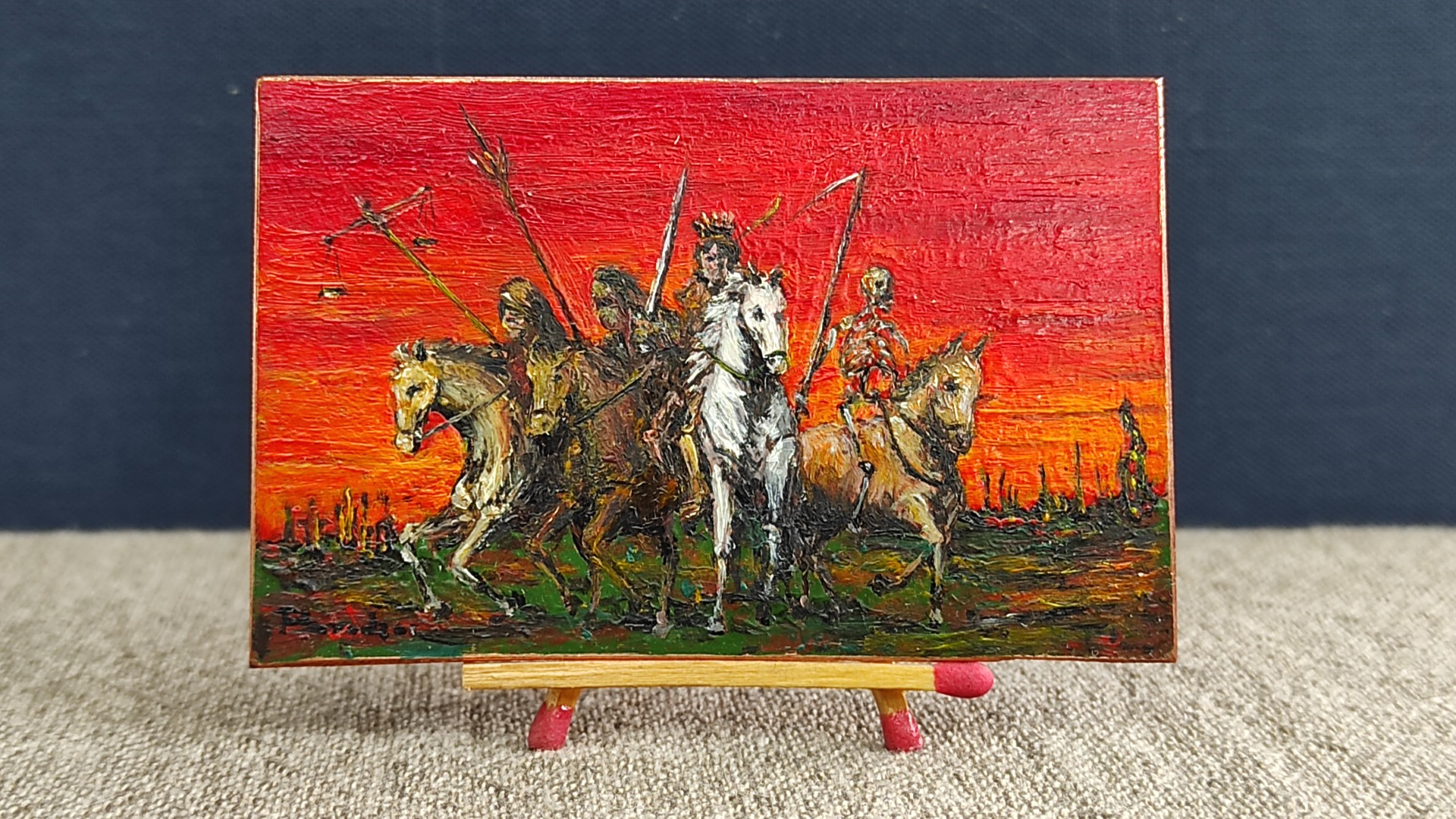
Az Apokalipszis négy lovasa magasság 50 mm szélesség 77 mm szerző: Paweł Brodzisz (2025).[8] A Négy lovas az Éhínség, a Háború, a Pestis és a Halál megtestesítői a végítélet egyik előjeleként szerepel a bibliai Jelenések könyvében
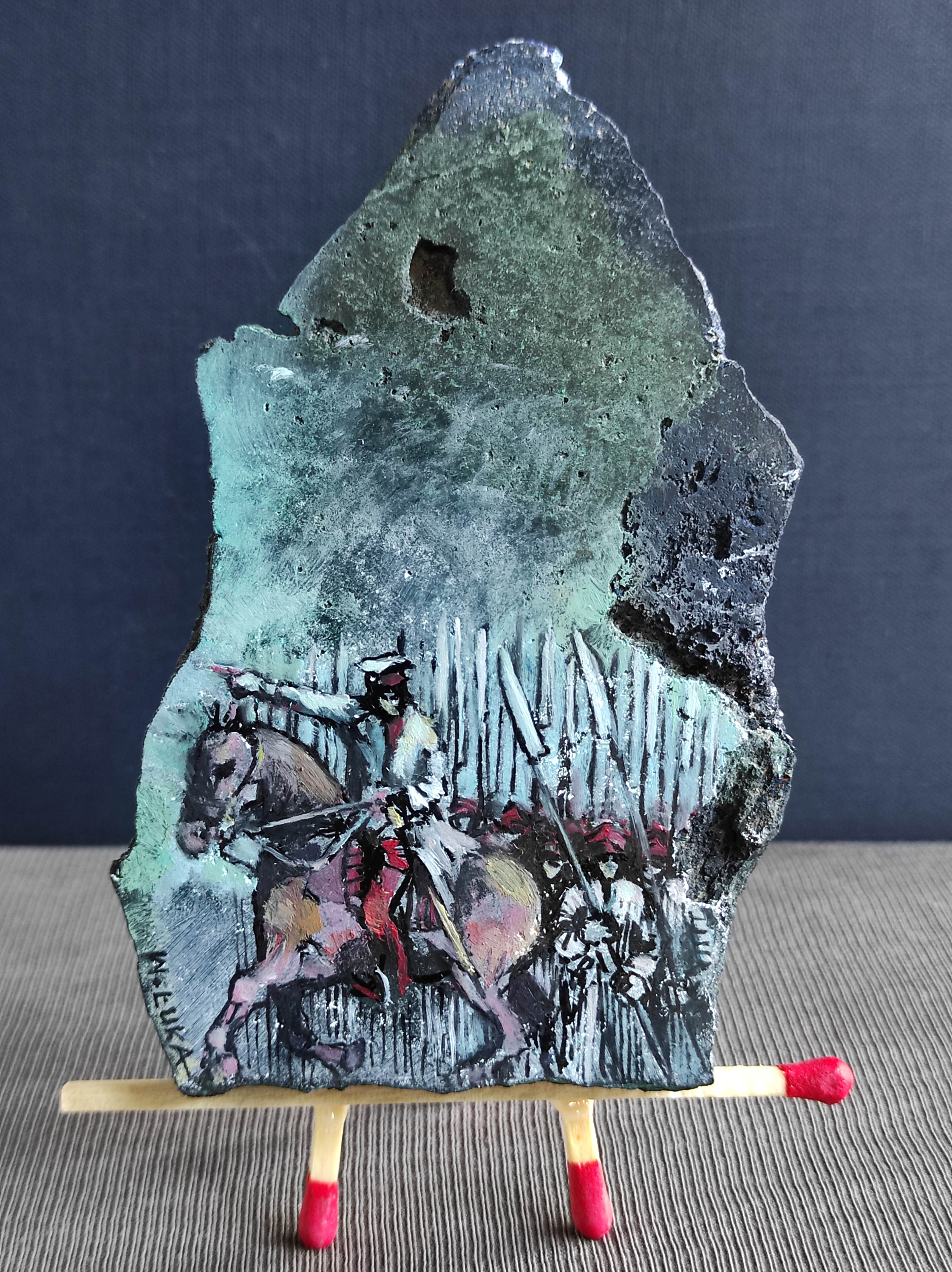
A Racławicei csata magasság 132 mm szélesség 77 mm szerző: Wojciech Łuka (2023). A festmény mely az Kościusko-felkelés idején zajló racławicei csatát jeleníti meg. Az 1794. április 4-én lezajlott a győztes racławicei csata, és a főparancsnoki Tadeusz Kościuszko vezette erők győzelmével végződött, felkelőkből és önkéntes parasztkatonákból (kosynier: kaszás felkelő). A festmény a legkisebb ilyen mű és csak egyetlen a világon
Ezüst Lady magasság 26 mm szerző: Aleksandra Jeżyk (2013). Egy könnyű, áttört szerkezetű, is egyedi elképzelés, a drótszobrászat, horgolásként ismert technikával készült. A horgolás gyakorlatilag a szobrászat női alakokat - készítés egyik eljárása Aleksandra Jeżyk a poznani képzőművészeti Akadémia érettségizni
A Tánc magasság 80 mm szerző: Gérné Mezősi Aranka (2013)
A Agyagkancsó No. 1 magasság 18 mm szerző: Danuta Saga Tomaszewska (2013)